# Уралозавр
Уралозавр (лат. Uralosaurus magnus) — вид вымерших пресмыкающихся из семейства эритрозухид (Erythrosuchidae), типовой и единственный в роде Uralosaurus. 
Родовое название буквально обозначает «ящер с реки Урал» — области, где был найден ископаемый материал.
Известен по фрагментарным остаткам, найденным в  среднетриасовых отложениях (донгузская фауна, анизийский ярус) Оренбургской области (Россия). Описан В. Г. Очевым как Erythrosuchus magnus в 1980 году, в самостоятельный род выделен А. Г. Сенниковым в 1995 году. 
Размеры огромные — череп до 70 см длиной. На нижней челюсти два передних зуба направлены вперёд.

## Ископаемые образцы
Голотип PIN 2973/70 (ранее SGU 104/3516), часть черепа (левый крыловидный отросток) из раскопок местоположения Карагачка Оренбургской области, паратипы PIN 2973/71 (нижняя челюсть), PIN 2973/72-79 (зубы).
Другие образцы, относящиеся к уралозавру, были обобщены Gower & Sennikov (2000). Четыре крестцовых позвонка PIN 952/95 были также найдены в бассейне левой части реки Урал. Грудные позвонки PIN 2866/38 к PIN 2866/40 (ранее SGU 104/3857, SGU 104/3858) были найдены в Кольтаево II Оренбургской области или, возможно, в Кольтаево III (место 10) в районе реки Сакмара.
Общая морфология костей и зубов голотипа очень похожа на таковую у других эритрозухий (например, Erythrosuchus africanus), что приводит к возможности неправильного выделения останков в отдельный вид. Существует пара слепых и относительно неглубоких ямок, расположенных непосредственно позади последнего зубного гнезда вдоль альвеолярного края упомянутого зубного ряда Uralosaurus magnus (паратип PIN 2973/71). Эти ямки слишком мелкие, чтобы иметь в них зубы. Это состояние может быть связано с меньшим количеством зубов (восемь альвеол) PIN 2973/71 по сравнению с зубными камнями других представителей семейства (14—16 зубов у Shansisuchus shansisuchus; 13—14 у Garjainia prima; 14 у Garjainia madiba; ≥12 у Erythrosuchus africanus).